# La Croisille-sur-Briance
La Croisille-sur-Briance (tiếng Occitan: La Crosilha) là một xã của tỉnh Haute-Vienne, thuộc vùng Nouvelle-Aquitaine, miền trung nước Pháp.